# Tomás de Berlanga (Galápagos)
Tomás de Berlanga ist eine Parroquia rural („ländliches Kirchspiel“) im Kanton Isabela der ecuadorianischen Provinz Galápagos. Sie liegt auf der Insel Isabela. Die Fläche der Parroquia beträgt 52,21 km². Die Einwohnerzahl lag im Jahr 2009 bei 140.

## Lage
Die Parroquia Tomás de Berlanga liegt auf der Insel Isabela. Der Ort Hauptort Santo Tomás befindet sich im Inselinneren 13 km nordnordwestlich vom Kantonshauptort Puerto Villamil.

## Orte und Siedlungen
Neben dem Hauptort Santo Tomás ist die Parroquia in folgende Recintos gegliedert: Las Merceditas, Experanza, Cerro Azul und Alemania.

## Geschichte
Die Parroquia wurde am 23. März 1973 gegründet (Registro Oficial N° 271). Namensgeber war Tomás de Berlanga, Bischof von Panama. Dieser gilt als der Entdecker der Galápagos-Inseln.